# Генрі Тейт
Сер Генрі Тейт, 1й баронет (англ. Henry Tate, *11 березня 1819, Вайт Коппіс, Ланкашир — 5 грудня 1899) — англійський торговець, філантроп, засновник групи галерей Тейт.

## Життєпис
Народився в містечку Чорлі, графство Ланкашир, Англія; в родині Унітаріанського пастора Тейта (англ. William Tate) і його дружини — Агнеси Бут (англ. Agnes Booth).
Тейт швидко став мільйонером і щедро жертвував на благодійність. У 1889 році він передав свою колекцію з 65 картин урядові, за умови, що вони будуть представлені в галереї, на будівництво якої він пожертвував 80000 фунтів. Національна галерея британського мистецтва, нині відома як галерея «Тейт Британія», була відкрита 21 липня 1897 р. на місці старої в'язниці «Міллбенк». Крім цього, Тейт зробив багато інших пожертвувань: 10000 фунтів — для бібліотеки «Harris Manchester College», Оксфорд; 20 000 фунтів — на гомеопатичні клініки «Hahnemann Hospital» в Ліверпулі; 42500 фунтів для університету Ліверпулю; 3500 фунтів — на жіночий «Bedford College»; 8000 фунтів — на Ліверпуль лазарет «Liverpool Infirmary»; а також на деякі інші цілі.
Тейт отримав титул баронета в 1898 році, за рік до смерті. Спочатку він відмовився від цієї почесті, але погодився, коли йому повідомили, що королівська сім'я образиться, якщо він відмовиться знову.